# Brachyglottis huntii
Brachyglottis huntii (Engels: Rautini of Chatham Island Christmas tree) is een plantensoort uit de composietenfamilie (Asteraceae). Het is een aromatische kleine houtige boom die een groeihoogte kan bereiken tot 6 meter. De schors is grijs en bladdert meestal af in kleine schilfers. De boom heeft stevige uitspreidende takken. De bladeren zijn ovaal tot elliptisch-lancetvormig en hebben een grijsgroene kleur. De jonge bladeren zijn kleverig, harsachtig en tamelijk aromatisch. De bloeiwijze bestaat uit dichte pluimen met gelige bloemen, die ingesloten zijn door bladeren, Alle delen van deze pluimen zijn stroperig en harsachtig.
De soort is endemisch op de Chathameilanden, gelegen in de Stille Oceaan ten oosten van Nieuw-Zeeland. De soort wordt aangetroffen op Chatham Island en Pitt Island. Hij groeit langs beek- en rivieroevers, in open struikgewas, drogere moerassen en langs rotsachtige kammen. De boom verdraagt geen langdurige periodes van droogte of zware schaduw.
De soort staat op de Rode Lijst van de IUCN geklasseerd als 'kwetsbaar'.